# Ernesto P. Worrell
Ernesto P. Worrell (Ernest P. Worrell) è un personaggio fittizio, creato da Carden & Cherry Advertising Agency, interpretato da Jim Varney e apparso nella saga cinematografica, costituita da dieci film.

## Storia
Ernesto P. Worrell fu creato da Carden & Cherry Advertising Agency e interpretato da Jim Varney, inizia a comparire in numerosi spot pubblicitari e in una serie televisiva Hey, Vern, It's Ernest! del 1988. Il primo lungometraggio Dr. Otto and the Riddle of the Gloom Beam (inedito in Italia) del 1986. Il secondo è Ernesto guai in campeggio del 1987 incassa circa venticinque milioni di dollari. L'ultima apparizione di questo personaggio è stato Ernest in the Army del 1998 e due anni dopo l'attore Jim Varney morì di cancro ai polmoni nel 10 febbraio 2000.
In Italia Ernesto P. Worrell, è conosciuto solo in quattro film: Ernesto guai in campeggio, Ernesto salva il Natale, Ernesto va in prigione e Ernesto e una spaventosa eredità mentre gli altri film sono tuttora inediti.

## Cinema
1. Dr. Otto and the Riddle of the Gloom Beam  (1986)
2. Ernesto guai in campeggio (Ernest Goes to Camp) (1987)
3. Ernesto salva il Natale (Ernest Saves Christmas) (1988)
4. Ernesto va in prigione (1990)
5. Ernesto e una spaventosa eredità (Ernest Scared Stupid) (1991)
6. Ernesto Rides Again (1993)
7. Ernest Goes to School (1994)
8. Slam Dunk Ernest (1995)
9. Ernest Goes to Africa (1997)
10. Ernest in the Army (1998)